# Павле Несторовић
Павле Несторовић Деак је био аустријски војсковођа српског порекла, најпознатији као командант Српске милиције током Великог бечког рата. 

## Биографија
Несторовић је на страни Хабзбурга ратовао у Великом бечком рату. Турци су га заробили и предали свом савезнику Имру Текелији који га је бацио у затвор у Великом Варадину. Пуштен је јуна 1688. године. Исте године, након освајања Београда, именован је командантом Смедерева са чином капетана. Под његовом командом нашло се 400 аустријских мускетара и 600 Срба. Постављен је за команданта Српске милиције. Ђорђе Бранковић је намеравао да се ожени Несторовићевом сестром како би му се приближио, а преко њега и цару Леополду. Дана 29. августа 1689. године Српска милиција под Деаком односи победу над Турцима у бици код Баточине. Септембра исте године Аустријанци заузимају Ниш након победе над Турцима у бици код Ниша. Несторовић је са милицијом учествовао у бици. Несторовић је за ово постигнуће унапређен у чин поручника. Именован је 4. октобра 1689. године за команданта свих јединица Српске милиције. Врховна команда поделила је војску на два дела. Један део, под Лудвигом Вилхелмом Баденским, кренула је ка Видину, док је други део, под Пиколоминијем, кренуо преко Прокупља на Косово. Највећи део војника Српске милиције остао је под командом Антонија Знорића који је именован помоћником Несторовића. Несторовић је 1695. године напао Тимошару, али без успеха. Две године касније успешно се бори против Текелије близу Токаја. Несторовићева милиција распуштена је убрзо након склапања Карловачког мира. 